# Schlesiske højland
Det schlesiske højland (polsk: Wyżyna Śląska) er et højland i det sydlige Polen i voivodskaberne Opole, 
Schlesien og
Lillepolen. 

## Landskab
En stor del af det schlesiske højland forsynes med vand ved Goczalkowice reservoiret. Hovedfloder er Wisła, Oder, Przemsza og Brynica.
Dets højeste punkt er St. Anne-bjerget der er 406 moh. Området er præget af en række skove og bjerge, hvilket gør det til et populært sted for udendørs aktiviteter som vandreture og skiløb.
Det schlesiske højland dækker et område på 3.929 km². Fra nord grænser det op til Opolesletten og Woźnicko-Wieluńskahøjlandet, fra øst til Krakow-Częstochowahøjlandet, fra syd til Oświęcim-dalen og Ostrava-dalen, og fra vest til Racibórz-dalen og Wrocław Pradolina.

## Byer og Befolkning
Der er flere byer  i det schlesiske højland, herunder Czeladź og Mikołów. Czeladź ligger ved floden Brynica, som er en biflod til Wisła, og er en del af det større Katowice byområde. Mikołów er en anden by i regionen med en befolkning på cirka 41.266 indbyggere
 Der er for få eller ingen kildehenvisninger i denne artikel, hvilket er et problem. Du kan hjælpe ved at angive troværdige kilder til de påstande, som fremføres i artiklen.